# Casa Mozzanica
Casa Mozzanica era uno storico palazzo di Milano situato nell'attuale corso Vittorio Emanuele II, all'incirca all'attuale angolo tra il corso e piazza San Carlo.

## Storia e descrizione
Il palazzo era situato nella corsia dei Servi al numero 619, attuale corso Vittorio Emanuele: risalente alla metà del XV secolo e realizzato nel primitivo stile rinascimentale lombardo, l'edificio era appartenuto in origine alla famiglia Mozzanica, per poi passare agli Sfondrati e successivamente ai Serbelloni; fu infine acquistato dal ricco letterato milanese Giambattista De Cristoforis per demolirlo nel 1830 e lasciare spazio alla nuova galleria De Cristoforis dell'architetto Andrea Pizzala. Di tutta la struttura si salvò soltanto il pregiato portale: questo è composto da un arco a tutto sesto retto da pilastri racchiuso tra due lesene scanalate di ordine corinzio che poggiano su piedistalli e reggono un architrave che reca la scritta:
Il palazzo, descritto in molte guide milanesi prima della sua demolizione, fu attribuito erroneamente al Bramante, che tuttavia non fu presente a Milano fino al 1480. Nell'accordo di vendita dell'edificio fra i venditori Serbelloni e i compratori De Cristoforis venne stipulato che il prezioso portale rimanesse di proprietà dei Serbelloni che lo avrebbero trasferito in una loro proprietà nel comune di Taino, in provincia di Varese. Fu poi invece spostato nel cortile di palazzo Trivulzio a Milano dove tuttora è conservato.